# Бенинское царство
Бени́н (йоруба Ilẹ̀ Ọba Benin) — историческое государство народов бини и йоруба, существовавшее в низовьях реки Нигер, на юге современной Нигерии в XIII—XIX веках. Самоназвания: Игодомигодо (при «Первой династии»), Иле-Ибину (1-я пол. XIII в.), Убини (2-я пол. XIII — сер. XV вв.), Эдо (с сер. XV вв.). На северо-западе Бенинское царство граничило с Ойо.

## История
Народы, жившие на южной границе Сахары, торговали с племенами берберов, которые в то время населяли территорию Магриба (Северная Африка). Долгое время караваны верблюдов пересекали пустыню с грузом соли, орехов и золота. В V—XI веках эта торговля стала основой богатства царства Гана, которое контролировало многие северо-западные торговые пути.

### «Первая династия»
Правление бенинской «Первой династии» относится приблизительно к 900—1150 годам. Первой столицей государства бини стал город (ныне деревня) Удо (примерно в 24 км к северо-западу от современного города Бенин), откуда происходили правители первой династии, носившие титул огисо («правитель, сошедший с небес»). Ранее власть Удо распространялась на значительные территории в междуречьи Оссе и Шилуко, поселения которых платили Удо дань, в частности, леопардовыми шкурами. Согласно устной традиции, первый огисо Игодо (Игуду) спустился с небес и вначале правил в Удо, а затем отправился в район современного города Бенин, где основал поселение Игодомигодо («город городов» или «земля Игодо»). Однако своей резиденцией Игодо избрал культовый центр Угбекун, расположенный в нескольких километрах к юго-востоку от Игодомигодо. Его сын и преемник Эре учредил в Угбекуне святилище для отправления культа духа Игодо и назначил для этого специального жреца охенсо (или охен исо).
Вероятно, в конце I тысячелетия поселение Удо было достаточно самостоятельным форпостом на востоке йорубской державы Ифе, откуда совершались набеги в глубь соседних областей. Перенос резиденции Игодо из Удо в Угбекун, то есть за пределы державы Ифе, может свидетельствовать как об утверждении власти Игодо в центральных районах Биниленда, так и об обретении им полной независимости от правителя (они) Ифе. Следовательно, на северо-западе Биниленда, в Удо, образование вождеств началось раньше, чем собственно в Бенине. Процесс политической централизации через становление вождеств предполагал дальнейшую концентрацию власти, которая в итоге привела к появлению «монархии» во главе с правителями «Первой династии».

### Списокогисо
Список составлен Д. М. Бондаренко при участии П. М. Рёзе на основе записей устной исторической традиции бини.
1. Игодо (Игуду, Огодо, Обагодо)
2. Эре (Эрхе), сын Игодо
3. Огисо или Орире, сын Эре
4. Одиа
5. Игхидо
6. Эвбобо
7. Огбеиде
8. Эмехен
9. Ахуанхуан
10. Экпигхо
11. Эфесеке
12. Ирудиа
13. Этебове
14. Одион
15. Имархан
16. Орриа (Ориа)
17. Эмозе — женщина-огисо
18. Орхорхо (Оррорро) — женщина-огисо
19. Ирребо
20. Огбомо
21. Агбонзеке
22. Эдиае
23. Ориагба
24. Одолигие, сын Ориагбы
25. Ува, сын Одолигие
26. Хенеден (Хенненден, Эхенеден), сын Увы
27. Охуэде, сын Хенедена
28. Одува, сын Охуэде
29. Обиойе, сын или племянник Одувы
30. Аригхо, сын или брат Обиойе
31. Оводо, сын Аригхо, последний огисо, свергнут ок. 1150 года

### «Вторая династия»

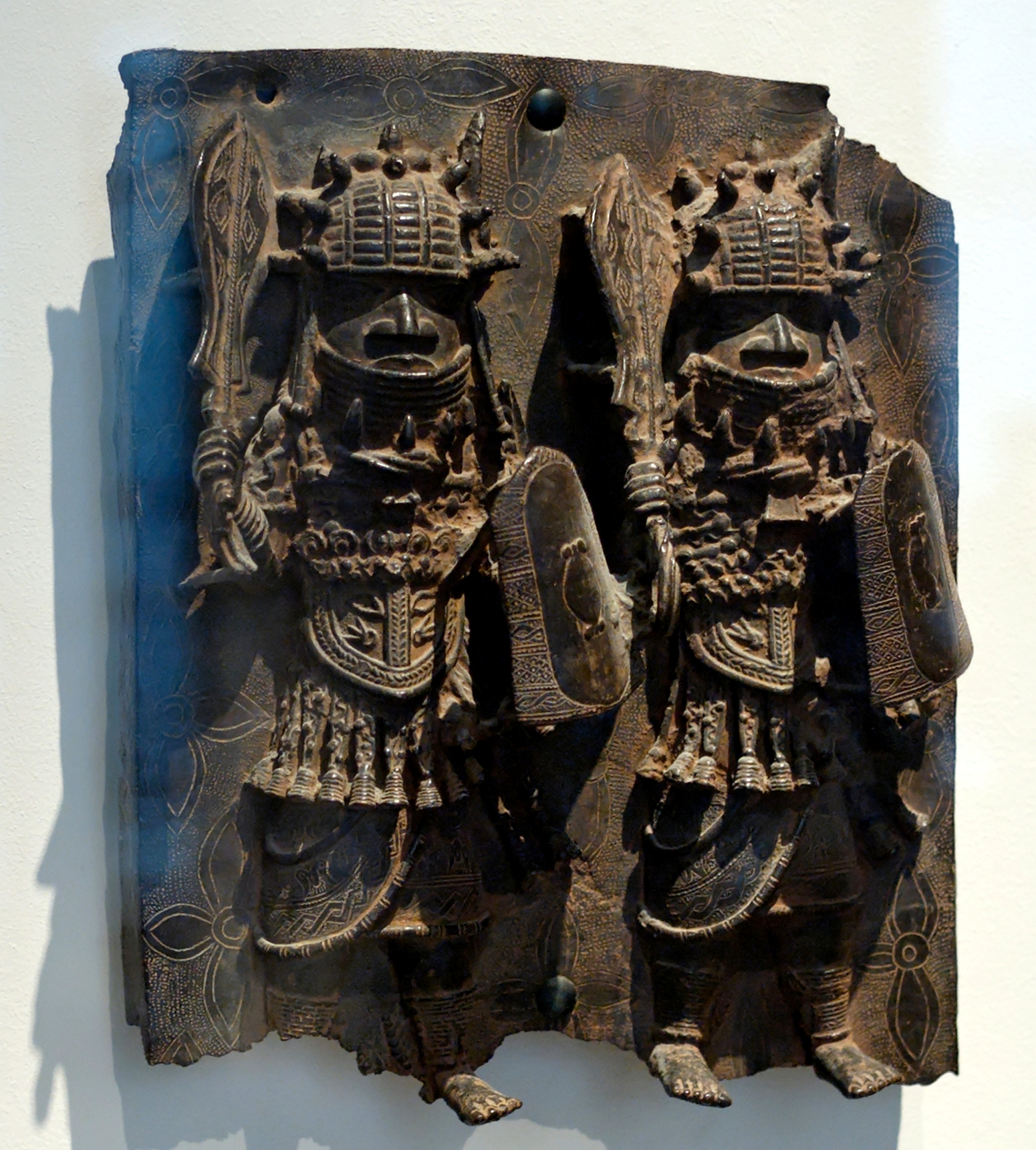
Скульптура на стене бенинского дворца, XVI—XVIII вв.

Расцвет Бенинского царства пришелся на правление обы (царя) Эвуаре Великого (ок. 1440 — ок. 1473). В этот период процветала торговля и достигло совершенства искусство бронзового литья.
Первыми европейскими партнёрами бенинских правителей были португальцы, установившие контакт с обой Бенина в 1486 г. и создания торговой фактории на территории современного Гвато. Бенинское царство было захвачено английской военной экспедицией 1897 года.

### Списокоба
1. Эвека I, сын Оранмияна, правил ок. 1200—1235 гг.
2. Увакхуахен, сын Эвеки I, правил ок. 1235—1243 гг.
3. Эхенмихен, сын Эвеки I, правил ок. 1243—1255 гг.
4. Эведо, сын Эхенмихена, правил ок. 1255—1280 гг.
5. Огуола (Огвола), сын Эведо, правил ок. 1280—1295 гг.
6. Эдони, сын Огуолы, правил ок. 1295—1299 гг.
7. Удагбедо, сын Огуолы, правил ок. 1299—1334 гг.
8. Охен (Авхен), сын Огуолы, правил ок. 1334—1370 гг.
9. Эгбека, сын Охена, правил с ок. 1370 г.
10. Оробиру, сын Охена, правил до ок. 1440 г.
11. Увайфиокун, сын Охена, правил ок. 1440 г.
12. Эвуаре Великий, сын Охена, правил ок. 1440—1473/1475 гг.
13. Эзоти, сын Эвуаре, правил 14 дней
14. Олуа, сын Эвуаре, правил ок. 1473/1475—1480 гг.
15. Озолуа, сын Эвуаре, правил ок. 1481—1504 гг., первый «император» Эдо
16. Эзигие, сын Озолуы правил ок. 1504—1550 гг.
17. Орхогбуа, сын Эзигие правил ок. 1550—1578 гг.

## Обряд «игу»
Каждый год по случаю обряда «игу», оба покидал свой дворец. Музыканты оповещали о его появлении звуками колокольчиков и поперечных рожков. Оба отправлялся в поход по стране. Считалось: «Кто увидит обу, того ждёт большое чудо».

## Экономика
Основу хозяйства составляло подсечно-огневое и мотыжное земледелие (культура ямса и масличной пальмы), торговля слоновой костью, тканями, пряностями, металлообработка. Ни одному ремесленнику не позволялось отливать бронзовые изделия без ведома обы. 
Эдо было первым западно-африканским государством, где европейцы стали закупать рабов большими партиями.

## Искусство
Царство славилось бронзовыми (точнее, латунными) изделиями мастеров бини, которые часто сравнивают с работами античных скульпторов. Процветание торговли бронзой и слоновой костью повлияли на архитектуру, искусство и стиль одежды народа эдо.